# Касай Норіакі
Касай Норіакі (яп. 葛西 紀明, かさい のりあき; *6 червня 1972, Сімокава, Японія — японський стрибун на лижах з трампліна, дворазовий срібний та чотириразовий бронзовий призер чемпіонатів світу, срібний медаліст зимової Олімпіади 1994 року у Ліллехамері.
11 січня 2014 року Касай став найстаршим переможцем етапу кубка світу в історії, здобувши звитягу в 41 рік. На Олімпійських іграх у Сочі він здобув дві олімпійські медалі: срібну в змаганнях на великому трампліні та бронзову в командних змаганнях на великому трампліні. 